# Agiel
Agiel (em hebraico:  אגיאל) A inteligência (espírito benéfico) de Saturno mencionado como um espírito nestes trabalhos na Chave de Salomão. Como fala na décima parte: " O primeiro pentagrama de Mercúrio. -- Isso serve para invocar os espíritos que estão abaixo do firmamento.". E as eltras formando os nomes dos espíritos Yekahel e Agiel. Ele também é descrito como sendo o anjo do planeta Saturno, como o anjo Zazel.